# Neuhaus-Bülkauer Kanal

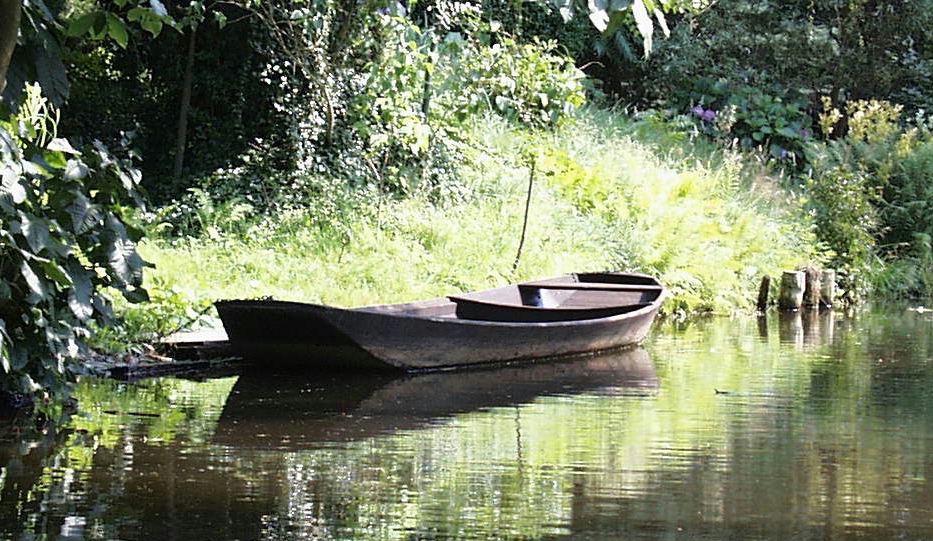
So ähnlich sahen die Flöten in Hadeln aus

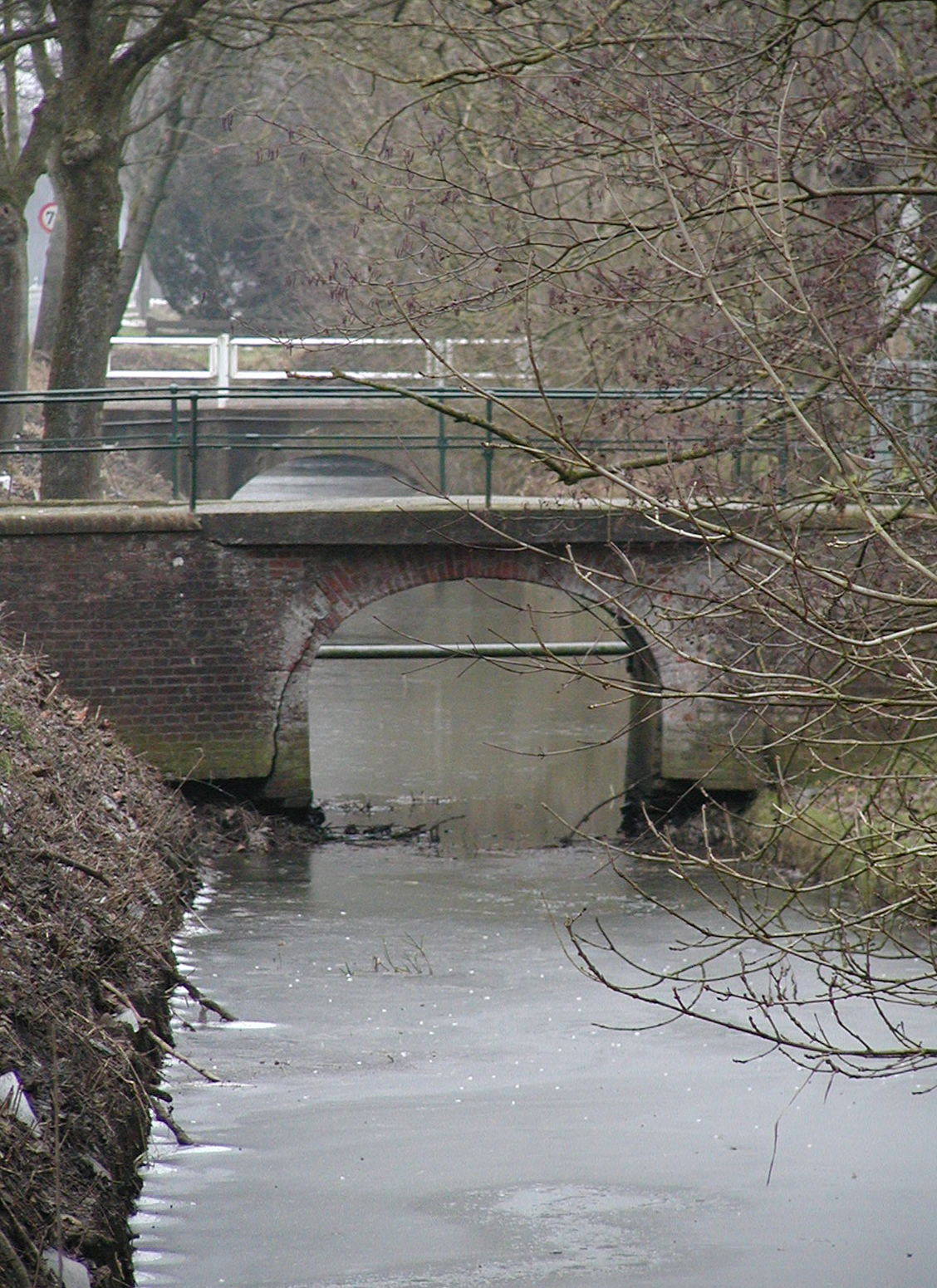
Die Wettern in Bülkau und die alten Brücken 3 Fuß und 3 Zoll breit

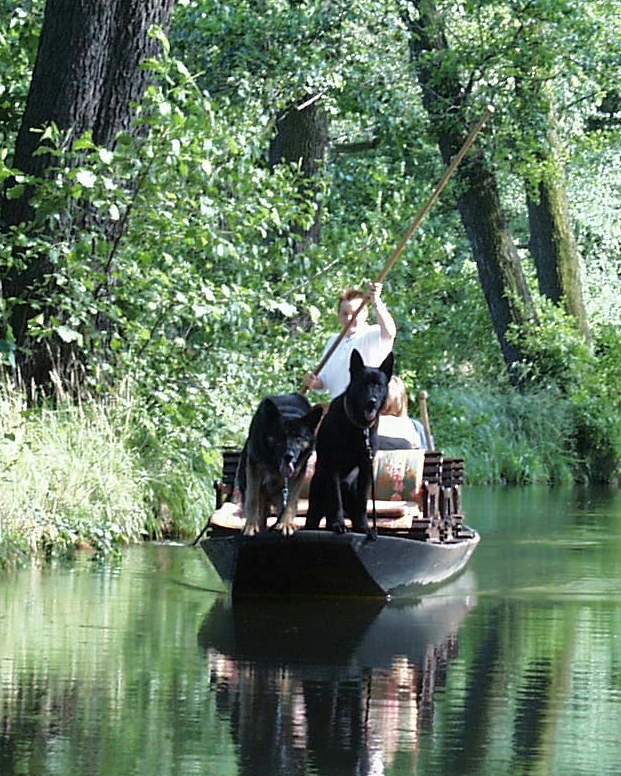
In Ihlienworth werden jetzt Spreewaldkähne für Touristen eingesetzt

Der Neuhaus-Bülkauer Kanal ist ein 12,4 Kilometer langer Entwässerungskanal zwischen dem Balksee  und der Aue  in Neuhaus in Niedersachsen. Er entwässert ein Gebiet von ca. 7.900 Hektar. Er wurde benannt nach dem betreuenden Neuhaus-Bülkauer Schleusenverband, heute Wasser- und Bodenverband Neuhaus-Bülkau.

## Vorgeschichte
Im hohen Mittelalter, als das Gebiet des heutigen nordöstlichen Landkreises Cuxhaven, zwischen Otterndorf, Neuhaus, Bülkau, Cadenberge, der Wingst, Odisheim, Steinau, Ihlienworth und Neuenkirchen noch nicht mit Deichen geschützt war, brachten die Bewohner der damaligen Geestinseln Hohe Lieth, Wingst und Westerberg ihre Tiere im Sommer zum Weiden in die tiefer gelegene fruchtbare Marsch. Etwa um das Jahr 1000 begannen die Bauern der Wingst, sich auch am Auepriel, der heutigen Aue in Bülkau, anzusiedeln. Sie bauten ihre Häuser auf Wurten, kleinen natürlichen oder künstlichen Erderhöhungen, um sie vor Überschwemmungen zu schützen. Besonders im Herbst und Winter kam es immer wieder zu Überschwemmungen und Menschen und Vieh kamen um.

## Urbarmachung
Um das Jahr 1106 rief der Erzbischof Friedrich I. von Bremen mit Urbarmachung ihrer Heimat erfahrene Holländer zu Hilfe. Sie errichteten das auf heutigen Plänen und Satellitenfotos gut erkennbare Entwässerungssystem aus Gräben und Wettern und bauten Straßen. Der ursprünglich das Land einzig entwässernde Priel Aue wurde nicht begradigt. Die Gräben sind zu den Wettern, den Stichgräben oder Vorflutern ausgerichtet. Jedes Feld zwischen zwei Gräben misst noch heute gut 30 Schritt. Einige der Holländer sind im Land geblieben, wie die Familiennamen „Steen“, „von Thaden“, oder auch „von Kampen“ belegen.
In niederschlagsreichen Zeiten waren die Straßen vielfach nicht befahrbar und der Wasserweg die einzige Verbindung. Transporte erfolgten mit Kähnen, in der Gegend „Flöten“ genannt. Besonders im Moor und der tiefen Marsch konnten die Höfe oft nur so erreicht werden. Deshalb musste jede Wettern, jeder Sielgraben, jeder Vorfluter mindestens einen halben Meter tief sein. Jede Brücke, jeder Durchlass, auch Stöpe genannt, musste mindestens 3 Fuß und 3 Zoll breit sein, was ungefähr einem Meter entspricht. Die einfachen normalen „Flöten“ konnten etwa ½ Wispel Korn, was heute 750 Litern entspricht, tragen. Sie waren ca. 80 cm breit, ca. 5 m lang und wurden gestakt, also mit einer langen Stange am Grund abgestoßen und vorwärts getrieben. Je nach Aufgabenstellung konnten diese Flöten sehr klein gebaut, aber um zum Beispiel Milchkannen zu transportieren, auch doppelt so groß sein. In sehr regenreichen Jahren wurden sie sogar zur Verrichtung der Notdurft benötigt, da die Toilette oft auf einer eigenen kleinen Wurt lag und nur per „Flöte“ zu erreichen war.
Heute gibt es keine „Flöten“ mehr. Die letzte lag bei dem Mühlenmuseum in Osterbruch. In Ihlienwort gibt es zwar wieder Ausflugsfahrten mit Kähnen, allerdings sind diese Kähne aus dem Spreewald importiert; sie sehen den Flöten sehr ähnlich, sind seitlich abgerundet, nicht so steil wie die alten „Flöten“ und werden per Motor angetrieben, da es in Ihlienworth zu moorig ist, der Stab oft stecken bleibt und es somit für die Fährmänner zu anstrengend wäre.
Im Jahr 1717 nach der großen Weihnachtsflut, als große Gebiete in Norden überschwemmt wurden und viele Menschen umkamen, wurde der Balksee über die Aue mit Elbwasser so versalzen, dass alle Fische und viele Tiere in diesem Gebiet starben. Das Wasser konnte wochenlang nicht ablaufen und erst Jahre später erholten sich die Bestände wieder.

## Die Planung
Die Planung für einen Entwässerungskanal begann rund 100 Jahre vor dem Bau. Die Not schloss schließlich die Moorbauern zusammen und ließ sie die hohen Kosten aufbringen. Die Kosten waren auch der Grund, warum es zu dieser Verzögerung kam. Die reicheren Bauern, die auch Geld geben sollten, lebten im Hochland, auf der Hochmarsch im Norden von Bülkau und gut vier bis fünf Fuß über den Nutznießern des Kanals, den ärmeren Menschen im Sietland von Bovenmoor, am Rande der Wingst, im Auemoor und natürlich in ganz Oppeln. Hier kam es in der regnerischen Zeit immer wieder zu Überflutungen und dem Kampf mit dem Wasser. Die daraus entstanden Streitigkeiten kosteten wiederum viel Geld. So schlossen sich die Leute in einem Verband zusammen' Je mehr Mitglieder dieser Verband hatte, desto weniger Kosten kamen auf den Einzelnen zu. So wurde der Neuhaus-Bülkauer Schleusenverband gegründet, dessen Land zu 1/3 auf dem Hochland und zu 2/3 im Sietland lag.

### 1764
Immer wieder machten sich die Sietländer für eine Entwässerung stark, und immer lehnten die hoch und trocken lebenden wohlhabenden Bauern ab. 1764 bekam der Ingenieur-Kapitän Isenbart den Auftrag, den Balksee und die Zu- und Abflüsse zu vermessen und eine Karte zu zeichnen. Diese Karte wurde später die Grundlage für die Planung des Kanals.

### 1774
1774 baten 123 Einwohner aus Oppeln, Bülkau–Süderende, dem Bovenmoor und dem Auemoor erneut in einer Eingabe, die Regierung möge den Bau eines Kanals vom Balksee durch das Westermoor, der Westercadewisch, der Neuhäuser Feldmark zur Oste in die Wege leiten.

### 1851
Nach fast 90 Jahren, im Oktober 1851 konnte bei der Interessenversammlung des Neuhaus-Bülkauer Schleusenverbandes eine fünfköpfige Baukommission gewählt werden. Sie bestand aus den Hausmännern Tönjes Kettelhodt und Jürgen Mangels aus dem Bülkauer Süderende, dem Hausmann Matthias Böhmke aus dem Süderende von Oppeln, dem Oppelner Pastor Carl Friedrich Cooper, sowie einem Vertreter aus Neuhaus, Peter Thumann. Besonders hervor tat sich Pastor Cooper: er versuchte immer wieder auf verschiedenen Wegen, das Geld für den Bau zu beschaffen und dadurch das Leben seiner Gemeindemitglieder zu verbessern.

## Geologie des Einzugsgebietes
Im Einzugsgebiet des Kanals befindet sich:
1. Moor in Stinstedt, Bülkau–Bovenmoor, Bülkau-Auemoor, Wingst-Grift-Seemoor und weiten Teilen Oppelns, dem Weissenmoor und dem Westersoder Moor.
2. tiefe Marsch in Bülkau–Süderende südliche Aue und im Norden von Oppeln,
3. hohe Marsch in Bülkau–Dorf, dem Norderende, der Sprenge und Auestade sowie die nördliche Aue,
4. Geestrücken, in dem Gebiet der Oppler Geest, um verschiedene Orte bzw. Ortsteilen von Cadenberge, Wingst, Westerberg, Bröckelbeck, Varrel, Nordahn, Mittelstenahe und Stinstedt Eichhofsberg.

## Problemstellung und Lösung
Der eiszeitlich geprägte Geestrücken Wingst mit dem 79 m hohen Silberberg besteht, unterbrochen nur durch vereinzelte Deckschichten, überwiegend aus gröberen und durchlässigeren Böden wie Sanden und Kiesen, aus denen das Niederschlagswasser unten am Rand seitlich austritt. Durch den höheren Grundwasserspiegel der Geest und das geringe Gefälle der Marsch findet sich in diesen Übergangsbereichen stauendes Wasser. Hinzu kommt, dass diese Gebiete tiefer liegen als die näher an den Flüssen liegenden Marschgebiete, weil diese eine höhere Sedimentzufuhr von der Wasserseite hatten. Daher sind in der Regel am Rand der Geest Randmoore entstanden, die entwicklungsgeschichtlich als Niederungs-Quellmoore bezeichnet werden. Diese flussfernen sog. Sietländer sind Moore mit hohen Wasserständen und langanhaltenden Überflutungen. Im Balksee, einem etwa einen Meter tiefen Moorsee mit einer puffernden Funktion, sammelt sich das Wasser von der südlichen Geest.
Der in Süd-Nord-Richtung verlaufende Neuhaus-Bülkauer Kanal durchschneidet das westliche Randmoor der Wingst und fängt das aus dem Geestberg austretende in Ost-West-Richtung fließende Grundwasser ab, das früher in den Gebieten Bülkau-Auemoor, Wingst-Grift-Seemoor und weiten Teilen Oppelns sehr langsam mit sehr geringem Gefälle bis zur Aue sickerte. So wurde der Bereich zwischen Wingst und Aue wirkungsvoll entwässert. Die Aue als natürlicher mäandrierender Abfluss des Balkssees führte das Wasser auf einem längeren Weg und daher langsamer aus dem See und seinem Einzugsgebiet ab. Der Kanal verkürzte diese Strecke deutlich und verbesserte damit auch die Entwässerung im tief liegenden Einzugsgebiet des Balksees. Auch als lokaler Verkehrsweg hatte er eine wichtige Funktion, die aber mit der Motorisierung endete.
Der Abfluss erfolgt nach Möglichkeit bei Niedrigwasser im freien Gefälle durch ein Siel und den alten Neuhäuser Hafen in die Aue, bzw. bei unzureichenden Gefälleverhältnissen über die Aue und das Schöpfwerk der Aue und weiter in die Oste und Elbe.

## Der Bau
Der Bau begann am 2. Juni 1852. Der Neuhäuser Amtmann Schmidtmann sandte eine Nachricht an die Königlich Hannoverische Landdrostei Stade, dass mit dem Bau begonnen sei, und zwar bei schönstem Wetter mit 80 Mann direkt in seinem Garten, sowie im Amtshof in Neuhaus.
Die verschiedenen Arbeiten wurden in sogenannten Losen verteilt. Es war 1852 eine Vielzahl von Arbeitern und Arbeitsschritten vonnöten, um den Bau zu bewältigen. Es mussten viele Arbeiter angeworben werden. Als erstes wurden 460 Karren angeschafft und dann die Arbeiten aufgeteilt in graben, schaufeln, Karren schieben, Wasser schöpfen, Wasser schaufeln, Schlick wegkarren, rammen, aber auch für Wachen musste gesorgt werden.
Für den Kanal mussten in drei Sektionen ca. 149 Morgen Land abgetreten werden. Die erste Sektion lag in der Ortschaft Grift (Wingst) und brauchte 50 Morgen. In der Sektion II waren 63 Morgen aus den Ortschaften Kriegerkuhle, Westermoor, Altkehdingen und Westercadewisch im damaligen Kirchspiel Cadenberge nötig. Die Sektion III mit 36 Morgen lag ausschließlich in der Neuhäuser Feldmark. Auf der gesamten Strecke besteht ein Höhenunterschied von ca. 60 cm und es sollten etwa 260.000 m³ Erde von Hand ausgehoben und weggekarrt werden. Sieben Brücken für die öffentlichen Straßen waren geplant, allerdings mussten nur sechs gebaut werden, da ein Bauer in der ersten Sektion nicht darauf warten wollte oder konnte und seine eigene Feldbrücke baute. So konnten 574 Reichstaler gespart werden.
Es wurden immer mehr Arbeiter benötigt. Männer aus allen Teile des Nordens hörten von der Arbeit und wollten hier ihr Geld verdienen. Dem Ruf folgten nicht nur ehrbare Männer wie die Oltmanns aus Friesland, die dann in Oppeln heimisch wurden, sondern auch manch Gesindel, das schon bei dem Bau des Hadelner Kanals abgewiesen worden war. Der Hadler Kanal, wie er auch genannt wird, wurde fast zur gleichen Zeit gebaut, und entwässert das Land weiter im Landesinneren um Ihlienworth, Odisheim, Stinstedt, Steinau bis hin nach Bad Bederkesa. Um das Gesindel auch hier fernhalten zu können, wurden die gleichen Zulassungsformalien und Erfahrungen im Bau des Hadelner Kanals auch hier verwendet.
Aus Angst um die Lohngelder, die im Amtshaus in Neuhaus verwaltet wurden, wurden zusätzlich zu den zwei in Neuhaus fest stationierten Landgendarmen zwei weitere für diese Zeit angefordert.

## Die Fertigstellung
In nur gut anderthalb Jahren Bauzeit konnte der Kanal fertiggestellt werden. Im Juni des Jahres 1853 wurden die Böschungen und Deiche mit Grassamen besät, bis August konnten alle Dämme im Kanalbett sowie der Damm am Balksee entfernt und der Kanal geflutet werden. Gleichzeitig konnte der Abfluss der Aue und der Grift mit dem sogenannten Großen Damm und die Hundestöpe geschlossen werden.
Am 14. Dezember 1853 schrieben der Neuhäuser Amtmann Schmidtmann und der Wasserbau-Inspektor Strauch in ihrem monatlichen Report an die Landdrostei, dass nun alle Arbeiten abgeschlossen seien, allerdings es schon in dem großen Kanalbogen zu Treibsandablagerungen gekommen sei, und fragten an, ob diese vor der Übergabe an die Verbandsvertreter bereinigt werden müssten. So zögerte sich die Übergabe an den Schleusenverband bis zum April 1854 hinaus.

## Kosten und Nutzen

### Kosten
Die Kosten für den Kanal betrugen bis zum 1. Dezember 1853 inklusive aller Verwaltungs-, Landentschädigungkosten und Schuldentilgung 66.491 Reichstaler. Die Kosten für die Beseitigung des Treibsandes sind dabei ebenso wenig berücksichtigt, wie die Kosten für die Vertiefung der Aue, denn durch den nun nicht mehr steten Zufluss von Wasser aus dem Balksee sank der Wasserspiegel in der Aue zum Teil so weit ab, dass die Flöten auf Grund liefen. Anderen Quellen zufolge sollten die Kosten sogar über 80.000 Reichstaler betragen haben; ob dabei die beschriebenen weiteren Kosten mit eingerechnet wurden, ist fraglich.

### Unzulänglichkeiten
In den ersten Jahren gab es keine Schleuse und keine Sperre in Neuhaus; so lief das Wasser unkontrolliert ab, was zur Folge hatte, dass das Wassergleichgewicht gestört wurde. Umgekehrt floss Brackwasser aus der Elbe zurück in den Kanal und in die Aue, und daher verendeten nicht nur die Fische, sondern auch viele andere Tiere. Dies verbesserte sich erst nachhaltig durch den Bau des Schöpfwerkes 1936 in Neuhaus. Vorher hatte 1927 schon der Bauer Heinrich Reyelts aus Bovenmoor, zuerst noch mit Spott bedacht, ein Schöpfwerk am Balksee gebaut, um seine Flächen nachhaltig entwässern zu können. Auch heute mit der Schleuse und den Pumpen kommt es vor, dass sich der Schleusenwärter und die Bauern in Bülkau nicht einig sind, ob entweder zu viel oder zu wenig Wasser zum falschen Zeitpunkt abgepumpt wird, so dass die Fische sterben, weil zu wenig Wasser in die Aue nachfließt, das Wasser zu lange steht, weil es nicht regnet, vorher zu viel Wasser abgepumpt wurde und nun fault, die Bauern gerade Gülle auf den Feldern gefahren haben, diese sich in den Gräben sammelt, sich nicht genug mit Wasser verdünnen kann und so die Aue umkippt, unter Sauerstoffmangel leidet. Es kommt auch immer wieder vor, dass sich die Bauern aus finanzieller Not, selten aus Vergesslichkeit, nicht um ihre Gräben kümmern, so dass im Frühjahr einige Felder unter Wasser stehen, da die kleinen Gräben zugewachsen sind und das Wasser nicht in die Aue, den Stichgräben oder die Wettern ablaufen kann.

### Der neue Verkehrsstrom
Durch den neuen Kanal entwickelte sich ein reger Handel. Torf konnte nun schnell und relativ wetterunabhängig aus Bovenmoor nach Neuhaus transportiert werden, und im Gegenzug wurde Neuhäuser „Schiet“ als Düngemittel ins Bovenmoor gebracht. Die Fische des Balksees, der heute nicht mehr als so fischreich wie damals gilt, Getreide und viele andere Waren konnten nun schnell umgeschlagen werden. Die Bewohner der Grift konnten ihre Milch per Flöte bis zur Brücke am Zollbaum bringen, von hier ging es per Pferdekarren auf der Landstraße in die Molkerei nach Bülkau. Durch diesen regen Bootsverkehr entstanden mehrere Gasthäuser, die wiederum reine Vergnügungs- und Freizeitangelfahrten erzeugten: Zur Blütezeit des Kanals gab es bei jeder öffentliche Brücke, außer bei der am Splethweg, Wirtshäuser. Claus Reyelts hatte die Zeichen der Zeit als Erster erkannt und richtete schon während des Baus am Kanal auf seinem Hof die „Gastwirtschaft und Ausspann Claus Reyelts“ ein. Hier lagen auch in den 1940er Jahren die Boote des Hamburger Angelvereins, die von dort Angeltouren auf dem Balksee unternahmen. Als „Gasthaus Kottke“ führte der Schwiegersohn Kurt Kottke die Wirtschaft bis in die 1960er Jahre weiter. Es folgte Richtung Neuhaus an der Brücke zum Bargkamp „Ehlers Gasthaus“ mit dem Inhaber Hinrich Ehlers. Vorher errichtete Johann Christian Brand an der Brücke „auf der unbespannten Stelle“ zur Kriegerkuhle die Gaststätte „Zum grünen Jäger“ in seinem Wohnhaus ein. Auf der anderen Seite gegenüber dem Oppelner Zollhaus baute 1853 Georg Wilhelm Hillmann seine Gaststätte Butt „Am Zollbaum“, die als einzige heute noch existiert. Als letzte Gaststätte vor Neuhaus wurde 1857 das „Gasthaus Wöhning“ von Jürgen Glintenkamp erbaut. Es lag in der Westercadewisch, ungefähr bei dem heutigen Klärwerk. Dort ließ 1905 der „Gutsbesitzer“ Wilhelm Fick ein öffentliches Bad mit dem Namen „Dorotheenbad“ errichten, das etwa 30 Jahre Bestand hatte. Das Bad wurde in den Sommermonaten von Kurgästen und den Einwohnern gern genutzt, war ca. 100 m² groß und hatte vier Zellen zum An- und Auskleiden.

## Der Niedergang
Die wirtschaftlichen Veränderungen in den 1950er und vor allem in den 1960er Jahren verlagerte die Transportwege auf die neuen festen Straßen. Torf wurde nicht mehr zum Heizen benötigt und wenn, dann konnte mit der Pferdekutsche oder später mit dem Auto und LKW mehr und schneller geliefert werden. Bis um das Jahr 1960 wurde der Kanal frei von Bäumen und Sträuchern gehalten, 1964 kam es durch Schmelz- und Niederschlagswasser zum Überlaufen des Kanalufers. Dies wurde als Grund der letzten Ausbaggerung und Pflege des Kanals wahrgenommen.
Heute ist der Kanal an vielen Stellen zugewachsen und nur noch selten ist ein Boot auf dem Wasser zu sehen. Dafür können Stellen gesichtet werden, wo das Erdreich in den Kanal rutscht, was auf Bauten der Bisamratten schließen lässt. Der Balksee ist Naturschutzgebiet, wird nicht mehr, wie noch in den 1970er und Anfang der 1980er Jahre touristisch, mit Ruder- oder Tretbooten, als Moorbad mit Ausflugslokal oder im Winter als gigantische Eisbahn mit vielen Grogständen genutzt. Im Gegensatz zum See, der Aue, den Gräben oder auch den Wettern fror der Kanal nur sehr selten (Februar 1999) zu, da die stete Strömung zu stark ist, um eine zusammenhängende Eisfläche zu bilden.

## Bilder des Kanals

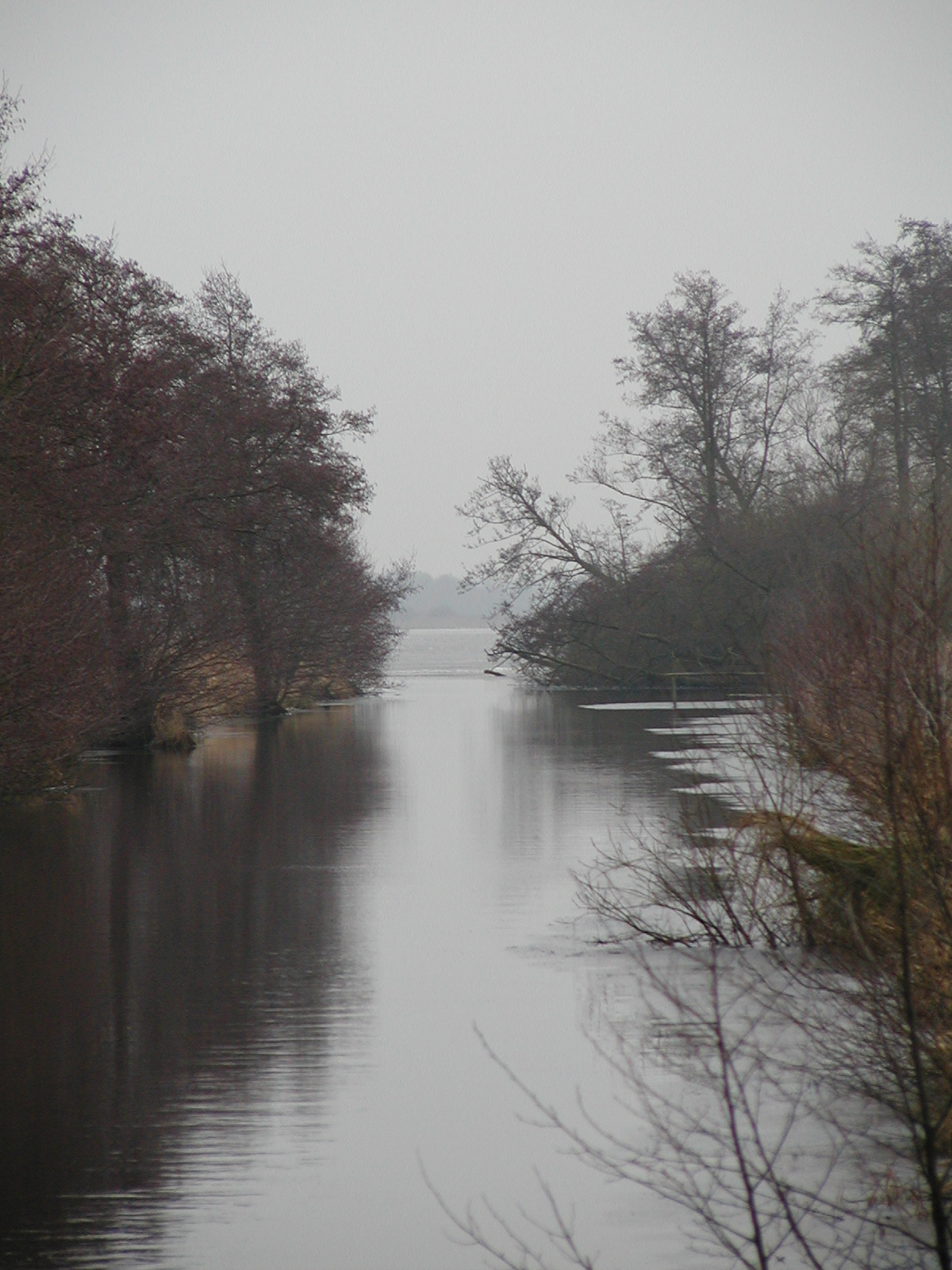
Der Anfang des Kanals am Balksee
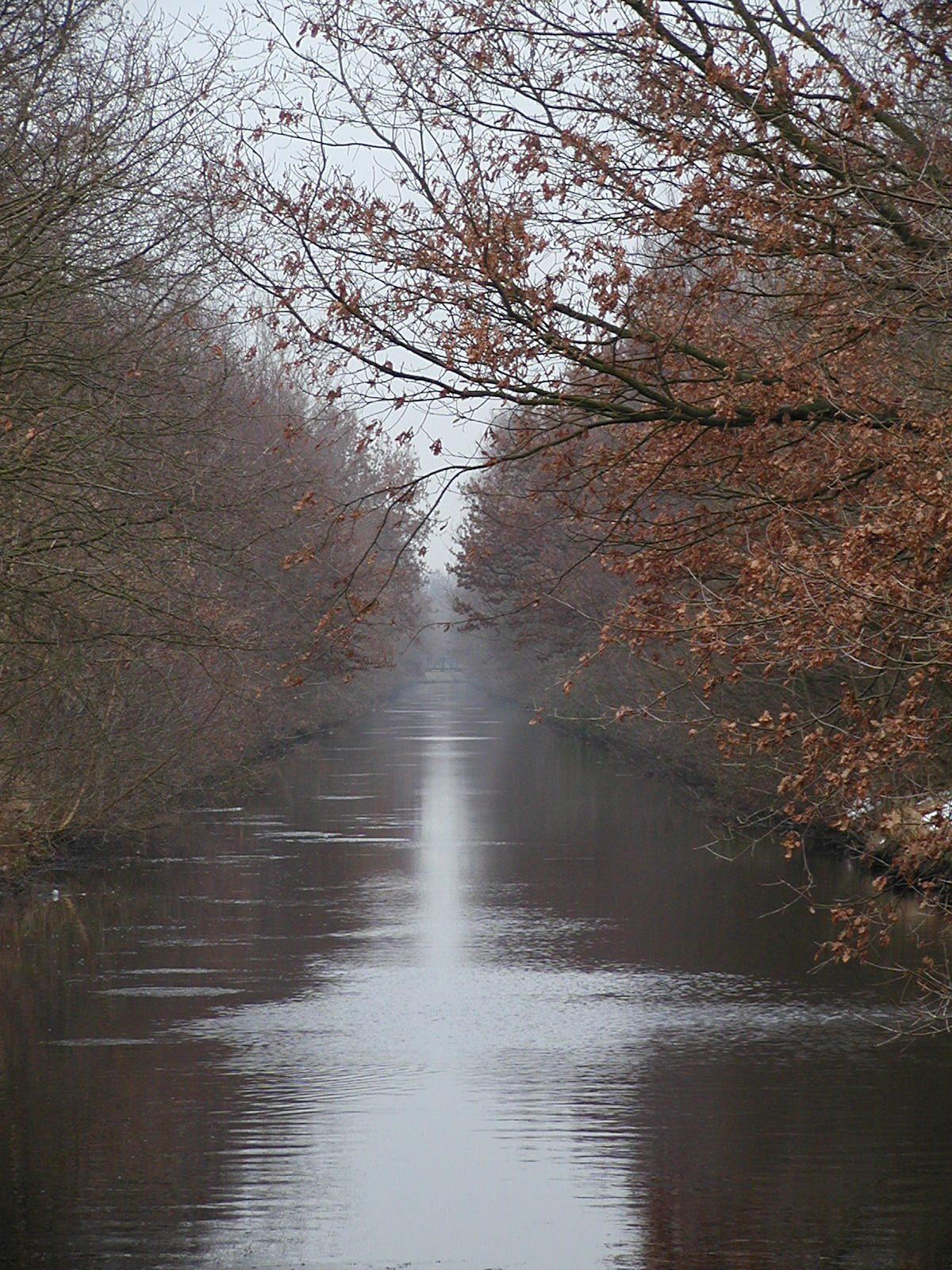
Der zugewachsene Kanal im Winter
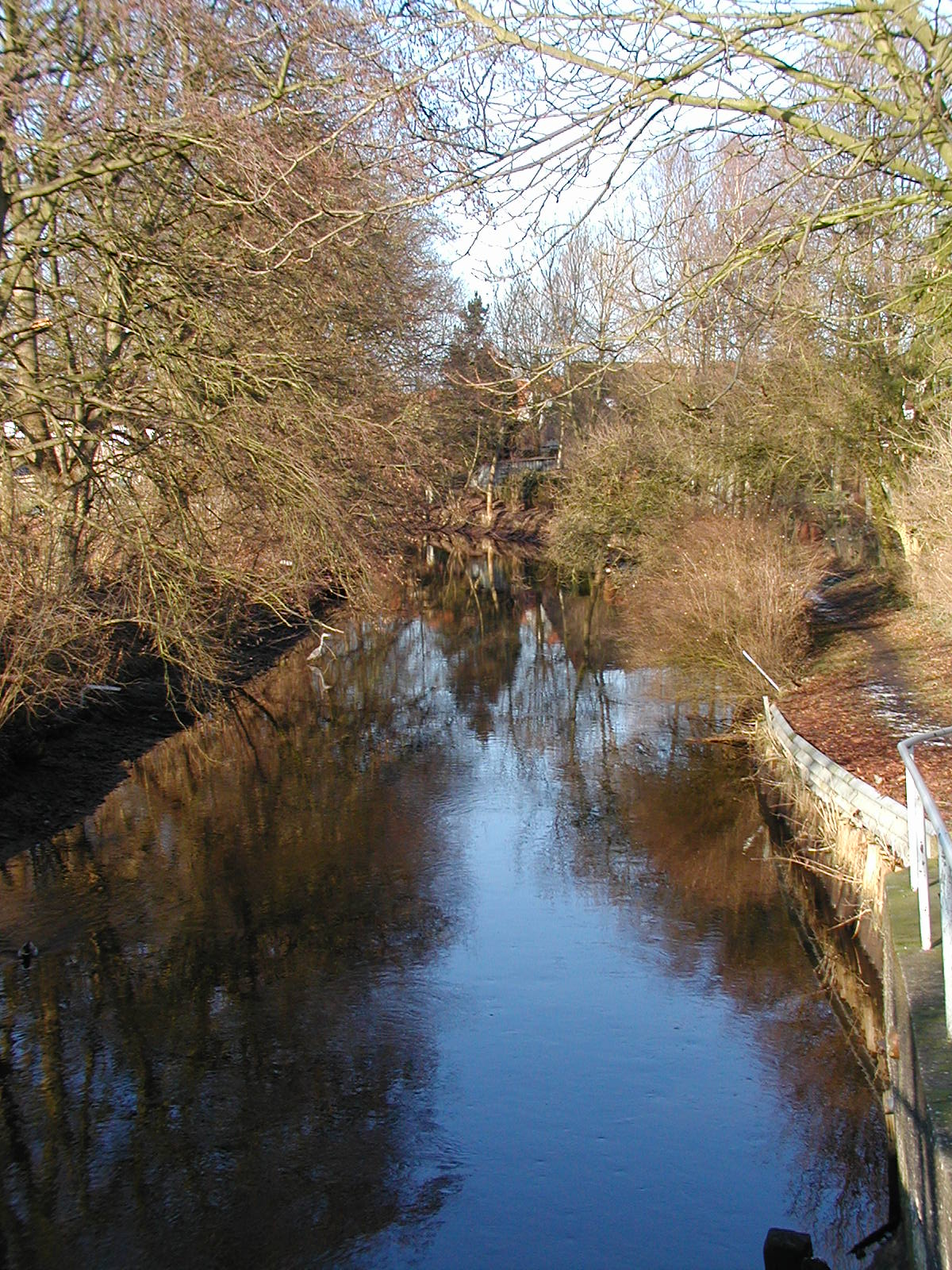
Der Kanal in Neuhaus (man beachte den Graureiher inmitten des Orts)
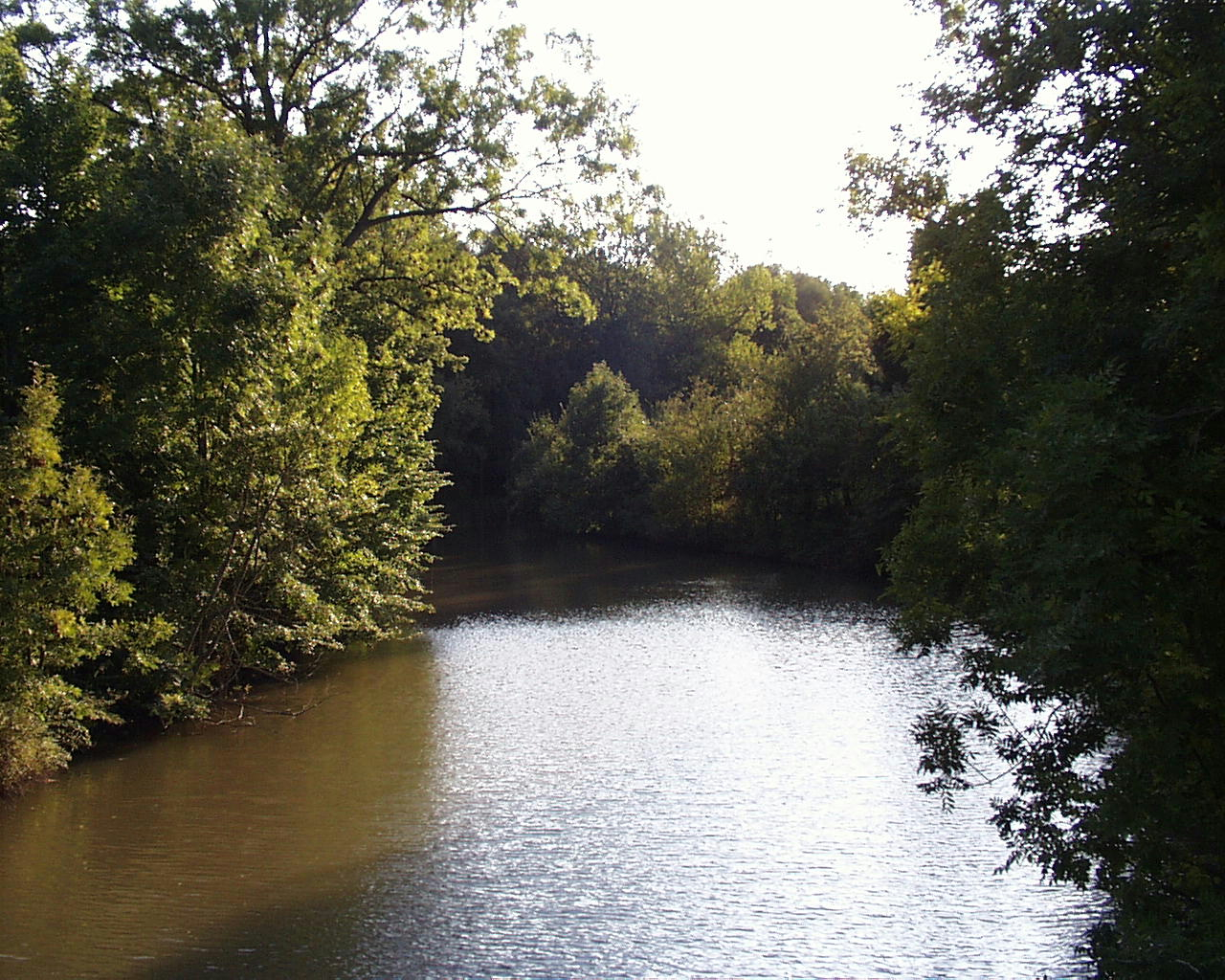
Die Aue zusammen mit den Neuhaus-Bülkauer Kanal in Neuhaus
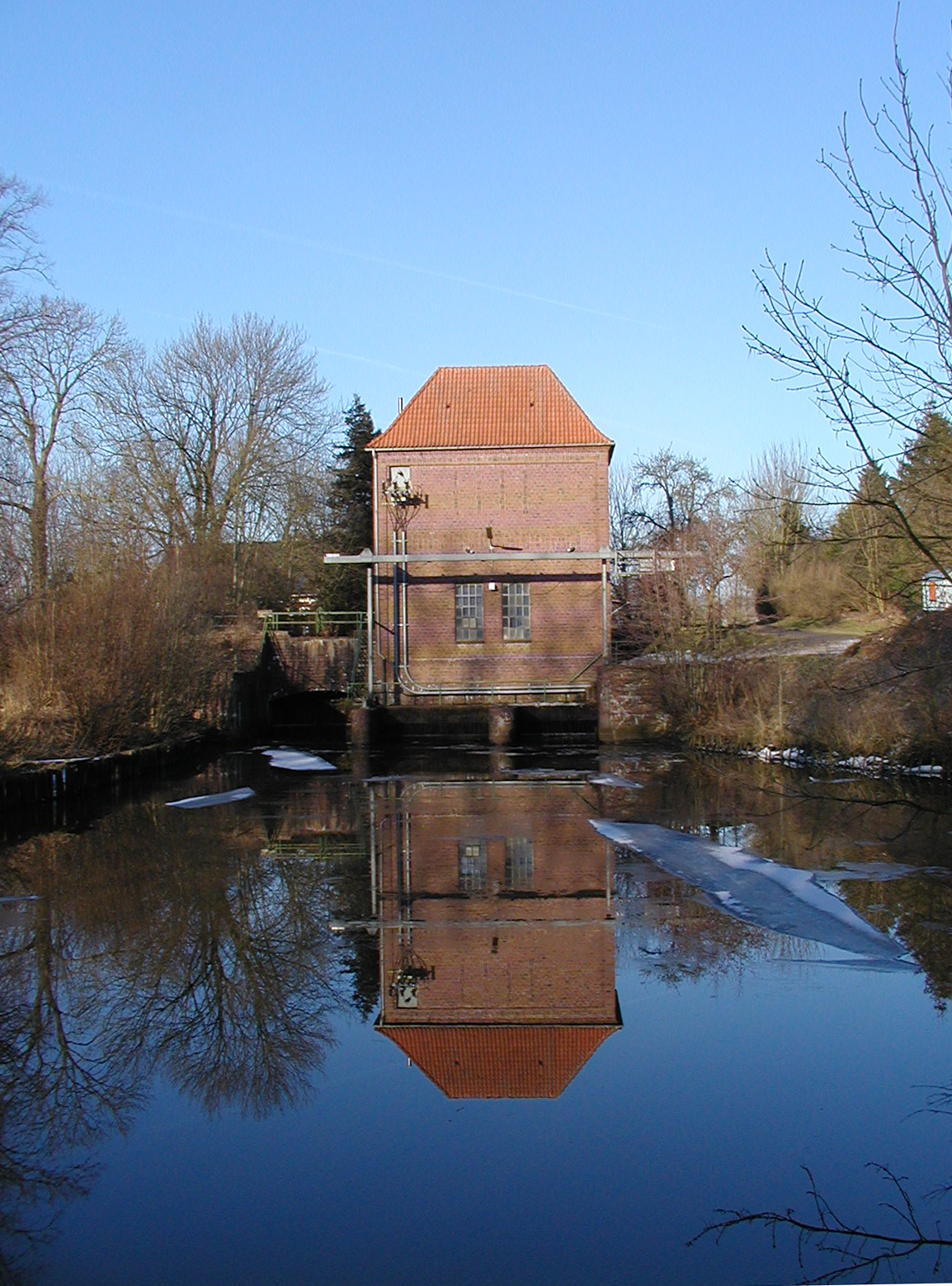
Das Schöpfwerk für die Aue und des Neuhaus-Bülkauer Kanal
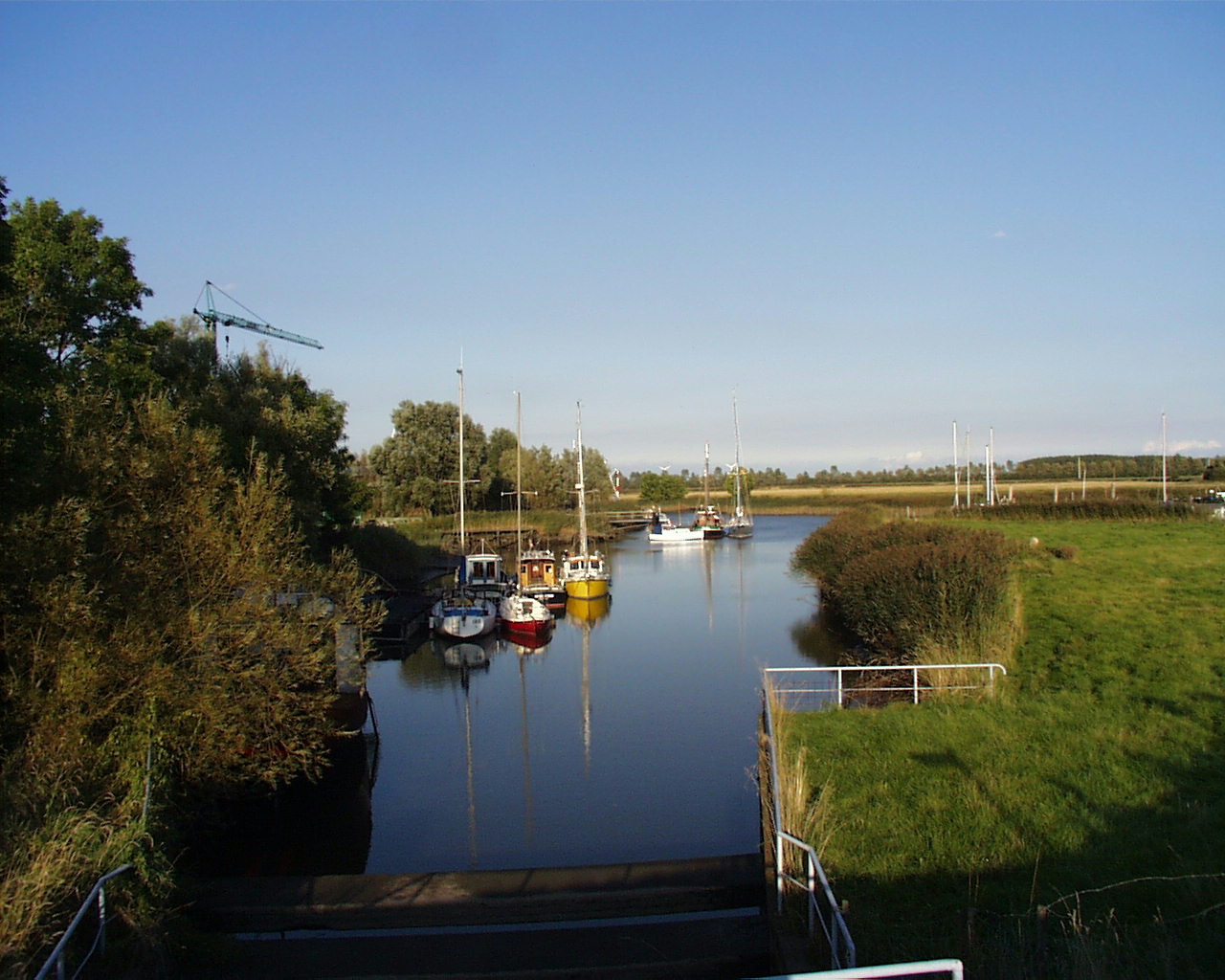
Nach dem Schöpfwerk fließt das Wasser über den Hafen in die Oste
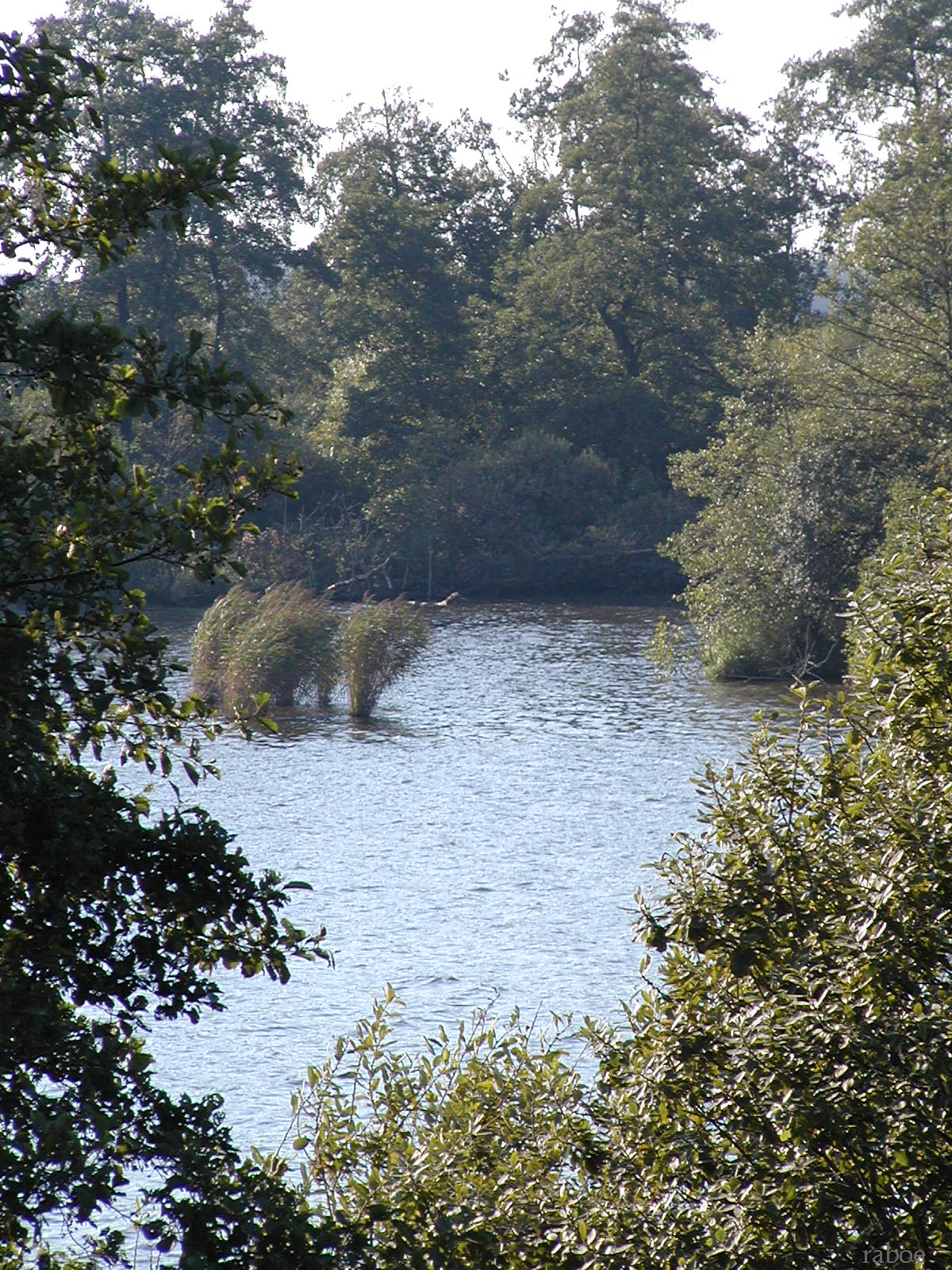
Der Balksee umrahmt von Bäumen
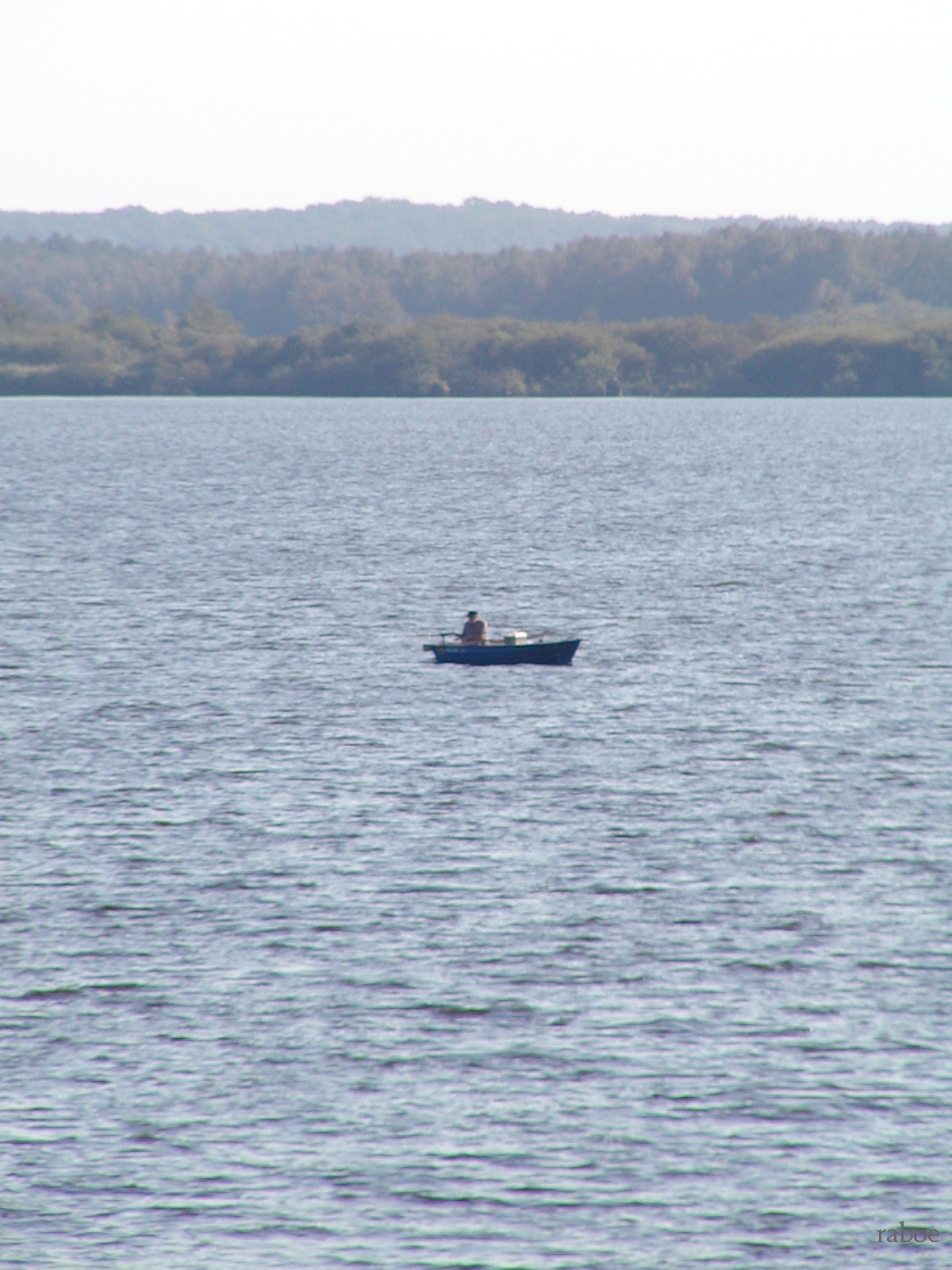
Fischer auf dem Balksee
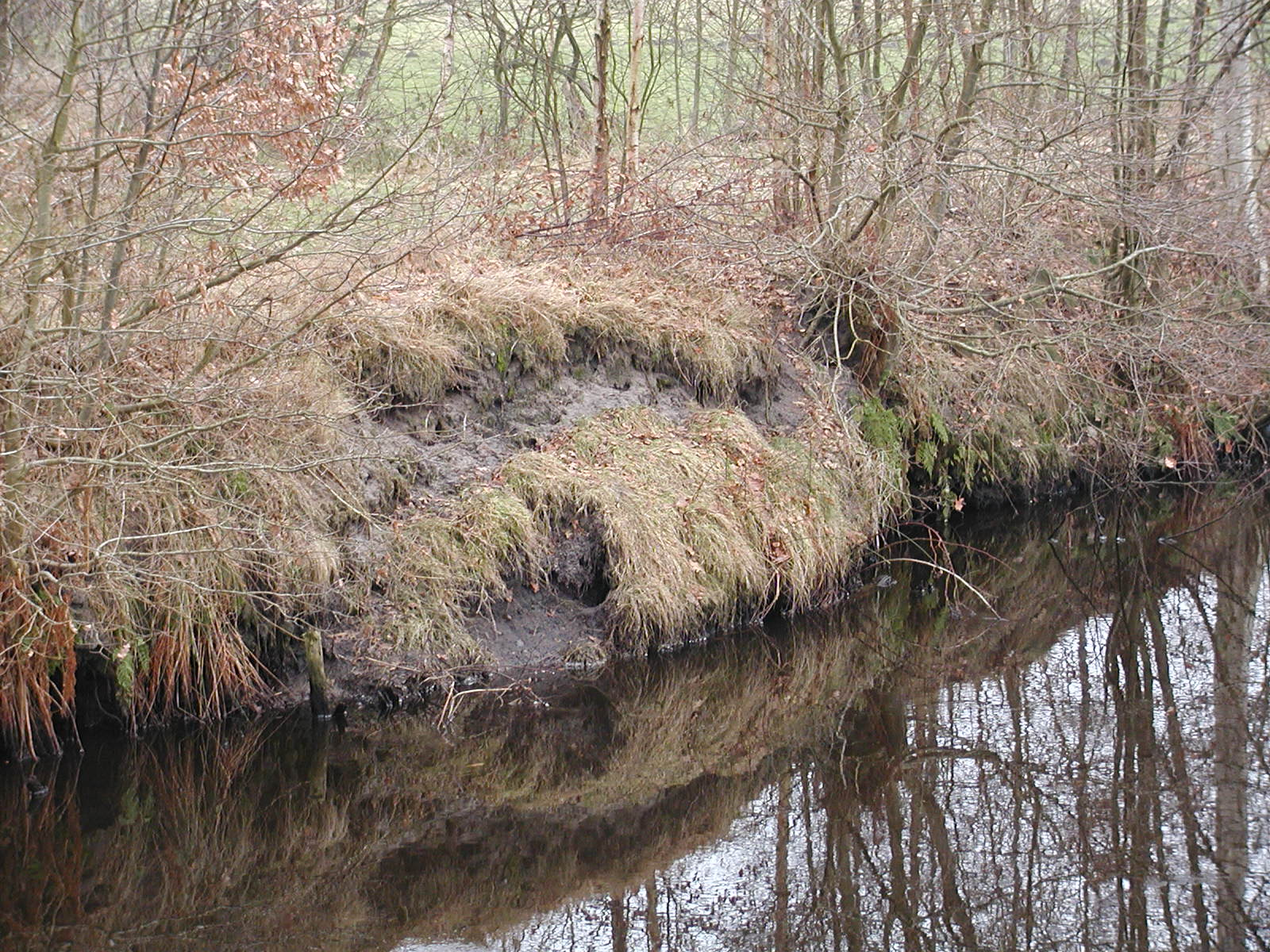
Der Kanal wird nicht mehr „gewartet“, wie diese Stelle zeigt